# Bukovica, Ribnica
Bukovica este o localitate din comuna Ribnica, Slovenia, cu o populație de 94 de locuitori.